# Simití
Simití là một khu tự quản thuộc tỉnh Bolívar, Colombia. Thủ phủ của khu tự quản Simití đóng tại Simití Khu tự quản Simití có diện tích 1345 ki lô mét vuông. Đến thời điểm ngày 28 tháng 5 năm 2005, khu tự quản Simití có dân số 19063 người.